# Dekorative Kunst
Die dekorative Kunst ist eine Sparte der angewandten Kunst und mit dem Kunstgewerbe verwandt. Sie befasst sich überwiegend mit künstlerischen Bestandteilen und Charakteristika der Raumausstattung. 
Teilweise wird in den Begriff auch die verzierende Ausgestaltung von Gegenständen der Gebrauchskunst einbezogen, seit der Jahrhundertwende auch die architektonische Fassadengestaltung.
Besonders starken Einfluss auf die dekorative Kunst hatte der Sezessions- oder Jugendstil, der Ende des 19. Jahrhunderts aufkam und mit ornamentalen und floralen Motiven alle Kunstrichtungen von der Malerei über das Kunsthandwerk bis zur Architektur befruchtete. Den darin zusammengefassten Stilrichtungen wurde die neugegründete Zeitschrift Dekorative Kunst gewidmet, in der unter anderem Hermann Muthesius und Julius Meier-Graefe publizierten.
Typisch für den Jugendstil und verwandte Richtungen sind hinsichtlich der Verzierungen die dekorativ geschwungenen Linien, flächenhafte florale Ornamente und die Aufgabe von Symmetrien. Damit einher ging die angestrebte Verschmelzung von „Kunst und Leben“, die sich bis heute in der Gebrauchskunst des Alltags wiederfindet.